# Triops newberryi
Triops newberryi es una especie de crustáceo branquiópodo del orden Notostraca nativa de la costa occidental de América del Norte, muchas veces ubicada en los valles de Washington, Oregón, California y unos pocos en Nevada y México. Existen en grandes números en el Valle Coachella en California. T. newberryi tiene potencial como un agente de biocontrol de larvas de mosquito que se reproducen en los hábitats inundados estacionalmente.